# Jakob av Sarug
Jakob av Sarug eller Serug, född omkring 451, död 29 november 521, var en syrisk biskop och poet.
Jakob blev 519 biskop i Batnan i distriktet Sarug. Han har betraktats som den syriska litteraturens störste diktare näst efter Efraim syriern. Jakob är främst känd för sina metriska homilier, av vilka nära 300 finns i behåll och delvis utgetts av Paul Bedjan. I ett stort antal brev, huvudsakligen avhandlande de kristologiska frågan, har Jakob visat sig vara en energisk miafysit.